# (29872) 1999 GO6
1999 جي أو 6 (ويعرف أيضًا باسم (29872) 1999 جي أو 6 وفق تسمية الكوكب الصغير) (بالإنجليزية: 1999 GO6)‏ هو كويكب ضمن حزام الكويكبات؛ وترتيبه 29872 من حيث الاكتشاف.
اكتُشف هذا الجُرم الفلكي بواسطة جون بروفتون في 15 أبريل 1999.

## وصلات خارجية
- (29872) 1999 GO6 في قاعدة بيانات مختبر الدفع النفاث لأجرام النظام الشمسي الصغيرة

- الاكتشاف · مخطط المدار ·  العناصر المدارية · المعلمات المادية

- (29872) 1999 GO6 على موقع ويكي سكاي: DSS2, SDSS, GALEX, IRAS, Hydrogen α, X-Ray, Astrophoto, Sky Map, Articles and images